# Argythamnia lucayana
Argythamnia lucayana är en törelväxtart som beskrevs av Charles Frederick Millspaugh. Argythamnia lucayana ingår i släktet Argythamnia och familjen törelväxter.
Artens utbredningsområde är Bahamas. Inga underarter finns listade i Catalogue of Life.